# Nobuhiro Watsuki
Nobuhiro Watsuki (和月 伸宏?, Watsuki Nobuhiro; Nagaoka, 26 maggio 1970) è un fumettista giapponese.
Deve la sua popolarità di mangaka all'opera Kenshin Samurai vagabondo. Ha lavorato come assistente per il suo autore preferito, Takeshi Obata, ed è stato a sua volta maestro per alcuni noti autori come Eiichirō Oda e Hiroyuki Takei. Le sue opere sono profondamente influenzate dai fumetti della Marvel come X-Men, Uomo Ragno, Hulk e Spawn, soprattutto per la creazione dei personaggi.

## Biografia
Nobuhiro Watsuki nacque a Nagaoka, nella prefettura di Niigata, in Giappone. Quando Watsuki era solo un ragazzo, il suo fratello maggiore, che era di soli tre anni più grande, era già un disegnatore di manga. Suo fratello maggiore divenne quindi il suo modello per cominciare a disegnare manga. Watsuki venne anche ispirato da una grande varietà di mangaka precedenti a lui, come Osamu Tezuka e Fujiko F. Fujio. 
Durante la scuola media, Watsuki praticava l'arte del combattimento con una spada di legno, anche conosciuta come kendō. Continuava comunque a disegnare manga, ma seguiva con passione anche vari sport. Egli stesso ammise che era molto debole, come Watsuki stesso ammise dicendo "Così debole infatti, che ero imbarazzato dai miei 183 centimetri di altezza" (Kenshin, volume 1). Tant'è che Watsuki non vinse nemmeno un incontro di kendo. Yahiko Myōjin deve la sua presenza nella famosa opera di Watsuki proprio grazie al kendo.
Nel suo passato, Nobuhiro Watsuki ebbe diversi lavori. Nella scuola superiore vinse il premio Hop Step per il suo lavoro giovanile chiamato Podmark. Non si conosce molto di Podmark, anche perché non venne mai tradotto in altre lingue all'infuori del giapponese. Più avanti, Watsuki fu un assistente nei lavori di Arabian Lamp-Lamp. Il modello per Sanosuke Sagara si basò proprio su una differente versione di Lamp. Nel 1994 vide pubblicata una nuova opera giovanile sullo Shōnen Jump. Sembra che questa fosse la prima basata su Rurouni Kenshin. Uno dei suoi lavori più recenti, Buso Renkin venne pubblicato nel 2003, sempre nello Shōnen Jump. Ultimamente invece, nel 2007, una sua nuova serie ha cominciato a uscire sulla rivista Jump Square.
Oltre disegnare, a Watsuki piacciono i videogiochi, leggere altri manga, tra cui Dragon Ball che lui stesso definisce "un fumetto da ammirare", e vedere la televisione. Lui stesso ammette di non aver tempo per i giochi di ruolo e quelli di simulazioni, ma si diverte molto con quelli di combattimento.
Il fumetto americano che più adora è X-Men, a causa dell'azione che contiene. Il suo anime preferito oltre il suo è Neon Genesis Evangelion. Adora videogiochi come Samurai Spirits e cose simili. Gli piacciono anche film come Die Hard, Matrix.
Nel novembre 2017 la polizia giapponese rinviene nel suo ufficio di Tokyo dei DVD contenenti materiale pedopornografico illegale. Interrogato sulla questione, Watsuki ammette di aver iniziato a raccogliere tale materiale da luglio 2015, e di essere attratto da ragazzine tra la fine delle elementari e il secondo anno delle medie. A seguito della notizia, l'editore Shueisha ha deciso di interrompere la pubblicazione di Rurouni Kenshin: Hokkaido, il manga sequel di Kenshin Samurai vagabondo appena iniziato su Jump SQ, per poi ritornare sui propri passi pochi mesi dopo; all'autore è stata inflitta dalle autorità una sanzione di 200 000 yen, ma non ha scontato alcuna pena in carcere.

## Manga
- Teacher Pon - Creato durante le superiori, diede a Watsuki il Premio Tezuka.
- Luna crescente nell'era delle guerre (戦国の三日月?) - La prima opera da professionista; si rifà indirettamente a Kenshin e narra la storia di un giovane Seijūrō Hiko. È stato incluso nel volume 6 italiano di Kenshin.
- Il romanzo di uno spadaccino dell'epoca Meiji - Due manga autoconclusivi che anticipano le vicende di Kenshin.
- Kenshin - Samurai vagabondo (るろうに剣心?)
- Kenshin Kaden - Una guida su Rurouni Kenshin che include storie brevi a colori riguardanti il destino dei personaggi della serie poco dopo il termine.
- Yahiko no Sakabatō - Sempre riguardante l'universo di Rurouni Kenshin. È praticamente la storia conclusiva riguardante l'universo di Rurouni Kenshin, e ha Yahiko Myōjin come protagonista. Yahiko deve salvare la figlia di un insegnante spadaccino da un vecchio seguitore delle idee di Shishio. È stato incluso nel volume 28° volume di Kenshin Samurai Vagabondo.
- Meteor Strike (メテオ ストライク?) - Una storia breve pubblicata per la competizione di artisti di Weekly Shōnen Jump pubblicata nel 1997, venendo in seguito inclusa nel 28° volume del manga Kenshin Samurai Vagabondo.
- GUN BLAZE WEST- Ambientato nell'America del 1800, venne cancellato dopo soli 3 volumi usciti.
- Il guerriero alchemico (武装錬金?, Busō renkin) - concluso col volume 10. Riguarda un ragazzo che rischiò la sua vita per salvare una ragazza da un mostro chiamato homunculus. Il suo cuore venne sostituito con l'alchimia ed è usato per questo per combattere quei mostri.
- Embalming -DEAD BODY and BRIDE- (creato per "JUMP the REVOLUTION" nel 2005 - Una storia breve basata sull'idea di Frankenstein di riportare in vita i morti)
- Embalming II -DEAD BODY and LOVER- (creato per "Jump the Revolution" 2006 - Un'altra storia breve basata sull'universo di Embalming)
- Embalming - L'altra storia di Frankenstein (iniziato nel novembre 2007 nello Jump Square; è basato sui due precedenti one-shot)

## Autori famosi che hanno collaborato con lui come assistenti
- Eiichirō Oda - Mangaka di One Piece
- Hiroyuki Takei - Mangaka di Shaman King
- Kaoru Kurosaki  - Moglie del mangaka, scrittrice di light novel
- Shinriya Suzuki - Mangaka di Mr. Fullswing